# Murak Rai Timor
A Murak Rai Timor - MRT é uma empresa pública de propriedade do governo do Timor-Leste e que atual no setor de mineração. 
A companhia está sob supervisão do Ministério do Petróleo e Recursos Minerais.

## Histórico
Em 2022, foi criada a Companhia Mineira de Timor-Leste, S.A. (CMTL, S.A.) pelo Decreto-Lei n.º 43/2022. No entanto, a empresa foi dissolvida pelo governo no ano seguinte por não ter alcançados os objetivos esperados pelo governo para o desenvolvimento do setor de mineração do país.
Em 06 de setembro de 2023, foi editado o Decreto-Lei n.º 64/2023, criando a Murak Rai Timor (MRT), que recebeu todos os ativos e patrimônio da CMTL.
No âmbito da reforma administrativa realizada em 2023, ficaram sob a tutela e superintendência do Ministério do Petróleo e Recursos Minerais:  a Autoridade Nacional do Petróleo, a Autoridade Nacional Mineira, o Instituto de Geociências de Timor-Leste, a Timor GAP, e a Murak-Rai Timor.
Em maio de 2024, a Autoridade Nacional Mineira licenciou a MRT para explorar minerais metálicos em Bobonaro, Covalima e Liquica. 
Em junho de 2024, a Murak Rai Timor assinou um acordo com a Estrella Resources para exploração de três blocos minerais em Lautém. O acordo estabeleceu que deverá haver a criação de uma empresa conjunta, em que Murak Rai Timor deverá deter 30% das ações e a Estrella Resources 70%.